# عبداللطیف الدومانی
عبداللطیف الدومانی (عربی: عبد اللطيف الدوماني؛ زادهٔ ۱۴ فوریهٔ ۱۹۷۷) یک ورزشکار اهل مصر است.
از باشگاه‌هایی که در آن بازی کرده‌است می‌توان به باشگاه ورزشی زمالک و تیم ملی فوتبال مصر اشاره کرد.
وی همچنین در تیم ملی فوتبال مصر بازی کرده است.